# Eddleston
Eddleston est un village dans les Scottish Borders, en Écosse.